# Galium mirum
Galium mirum är en måreväxtart som beskrevs av Karl Heinz Rechinger. Galium mirum ingår i släktet måror, och familjen måreväxter. Inga underarter finns listade i Catalogue of Life.